# Cerchio di pietre

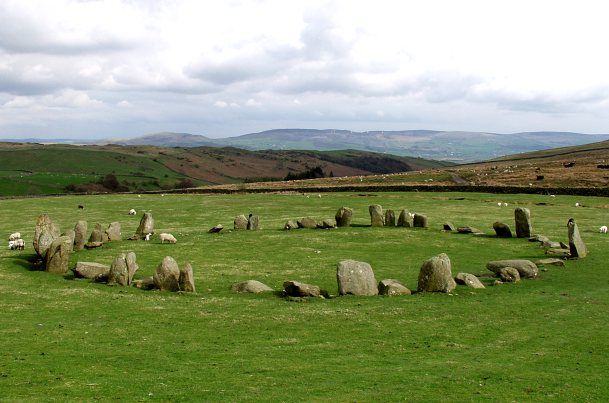
Cerchio di pietre di Swinside, nel Lake District, Inghilterra

Un cerchio di pietre è un antico monumento. Questo genere di monumenti non è sempre perfettamente circolare, e spesso prende la forma di un'ellisse, o semplicemente si tratta di quattro pietre disposte su un arco di circonferenza. Il numero delle pietre che lo compongono può variare tra 4 e 60 erette di proposito, e spesso contengono al loro interno tombe o camere funerarie.

## I primi esempi
Un cerchio di pietre differisce da un henge o da un monolito isolato, nonostante si trovino tutti a volte nello stesso posto. I primi esempi, come il cerchio di Goseck in Sassonia-Anhalt, possono essere stati usati a scopo religioso/calendarico/astronomico.  I cerchi di pietre sono solitamente databili a partire dal tardo neolitico/prima età della pietra, ovvero attorno al 7000-3500 a.C.

## Utilizzi
Le prove archeologiche, insieme alle informazioni astronomiche, geologiche e matematiche, suggeriscono che l'obbiettivo dei cerchi di pietre fosse collegato al culto dei popoli preistorici, e che la loro costruzione possa essere stata usata per ricordare antiche conoscenze ingegneristiche, sociali e religiose. La loro esatta funzione è da sempre dibattuta, ma una delle ipotesi più accreditate è che si sarebbe trattato di luoghi sepolcrali o segnalatori di punti astronomici riferibili a particolari momenti del calendario. Dal momento che gli eventi astronomici dipendono fortemente dalla posizione geografica, si suppone che chi costruì i cerchi avesse anche conoscenze geografiche di base, ed unità di misura di tempo e di distanza.
A causa del tempo passato, molti parametri astronomici sono cambiati, il che complica lo studio di ricerca del motivo di costruzione dei cerchi. Nonostante le tecnologie moderne quali simulazioni computerizzate di mappatura stellare, se non si ha in mente una precisa data è difficile raggiungere degli obbiettivi.

## Posizione geografica
Cerchi di pietre preistorici sono stati trovati in molte parti del mondo.
Monumenti megalitici in Irlanda e Regno Unito; molti altri esempi a Bretagna, Francia: due sull'isola di Er Lannic e due a Carnac.
Il cerchio del colle del Piccolo San Bernardo si trova ancora più lontano, sulle Alpi francesi. Sono noti anche gli harrespil nei Paesi Baschi, dove gli abitanti locali li chiamano mairu-baratz o jentil-baratz, che significa "giardino pagano (cimitero)", e fa riferimento ai mitologici giganti dell'era pre-cristiana.

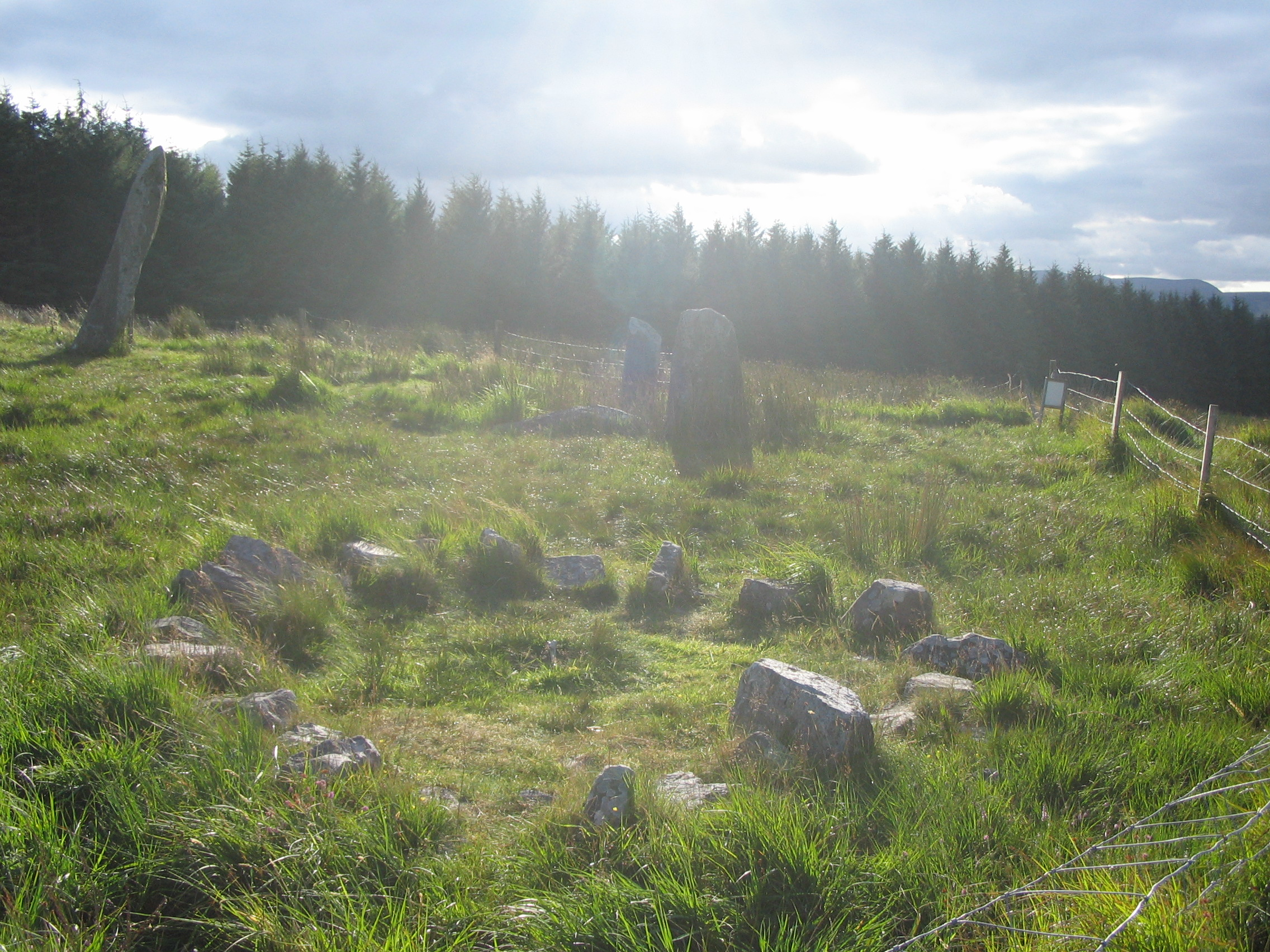
Complesso del cerchio di pietre a Knocknakilla, Cork, Irlanda

Alcuni cerchi di forma particolare si trovano nel nord-est della Scozia, con alcune pietre più grandi delle altre disposte su un lato. Queste grandi pietre si trovano sempre sul lato sud-occidentale del cerchio, e sono allineate alle principali nascite della luna. Di solito l'altezza delle pietre è graduale, con le più basse disposte sul lato opposto a quelle maggiori.
In Scandinavia ci fu una grande tradizione di costruzione di cerchi durante l'età del ferro, soprattutto nel Götaland. L'uso di questo genere di cerchi in Polonia è dovuto alla migrazione dei Goti (vedi Cerchio di pietre (età del ferro) e cultura di Wielbark).
Ci fu un secondo periodo in cui vennero erette queste strutture, tra l'VIII ed il XII secolo in Africa occidentale. Il migliore esempio è quello dei Cerchi di pietra di Senegambia, costruiti per uso funerario, con oltre mille cerchi catalogati. Altri cerchi si trovano sull'Adrar di Mauritania.
La costruzione di cerchi di pietre divenne popolare a partire dagli anni settanta, costruiti per motivi monumentali o per usi mistici. I nuovi cerchi sono solitamente privi di henge o altre strutture di ornamento, e non seguono un allineamento particolare. Il migliore esempio di questo tipo è probabilmente il cerchio di Swan presso Glastonbury Festival, mentre lo Stonehenge di Maryhill (costruito in cemento) è stato uno dei primi, completato nel 1918.

## Cerchi di pietre nel Regno Unito ed in Irlanda
L'archeologo francese Jean-Pierre Mohan, nel suo libro Le Monde des Megalithes, descrive l'incredibile concentrazione di cerchi di pietre sulle isole britanniche in questo modo:
Dato che spesso sono orientati sulle linee visive che conducono al sorgere o al tramonto di sole e luna in determinati momenti dell'anno, sembrano dimostrare che per i costruttori fosse importante il ciclo delle stagioni. La grossolanità delle pietre indica che non erano usate per calcoli astronomici, e la loro posizione ha un fine maggiormente sociale/educativo piuttosto che analitico.

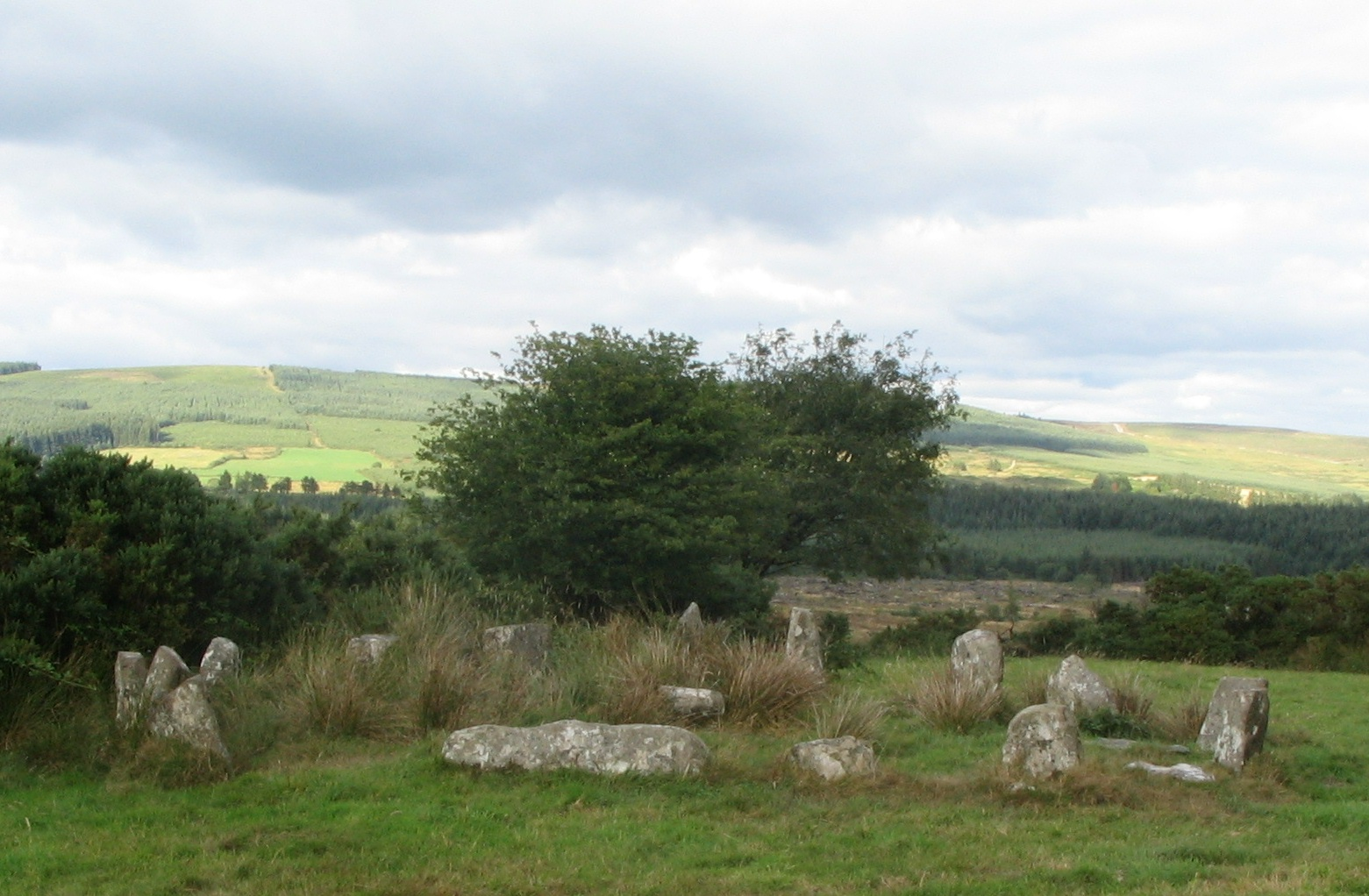
Cerchio di pietre presso il complesso di Carrigagulla, Cork, Irlanda

I più antichi cerchi conosciuti vennero apparentemente eretti circa 5000 anni fa, durante il neolitico, ed erano probabilmente evoluzioni di colline sepolcrali, che contenevano camere mortuarie in legno o pietra. Bisogna ricordare che, a causa del tempo passato, forma e posizione dei cerchi sono cambiate. I mari si sono alzati ed i ghiacciai sono retrocessi. È quindi impossibile dire che simili forme non fossero usate in precedenza. Dove oggi c'è terra, una volta si trovavano i ghiacciai, mentre nello stesso periodo, dove allora c'era terra, oggi c'è il mare.

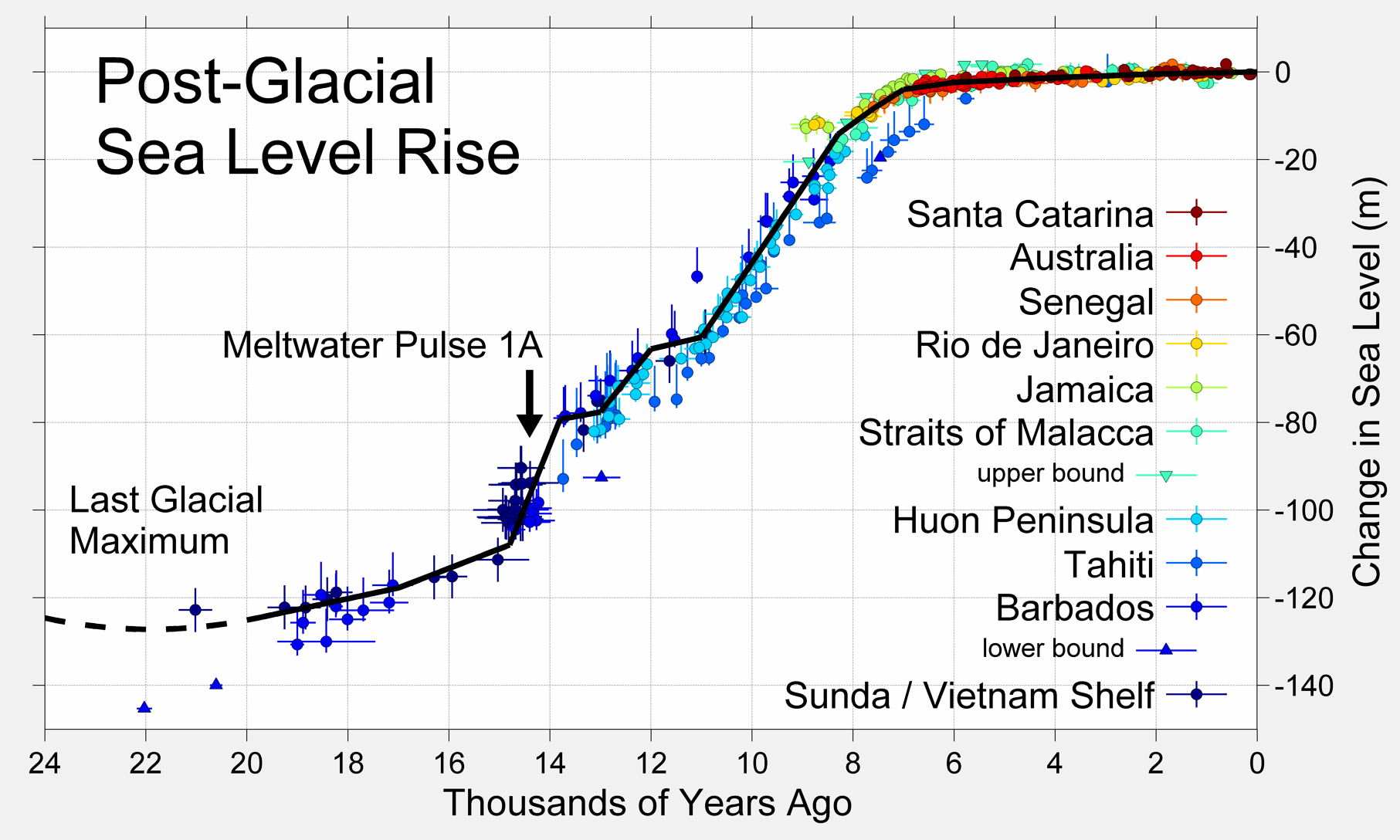
Livello del mare post-glaciazione

Durante il medio neolitico (ca. 3700-2500 a.C.) i cerchi di pietre iniziarono a fare la loro apparizione sulla costa e nell'entroterra del Regno Unito settentrionale. La Langdale axe industry del Lake District sembra essere stato un importante centro per la costruzione dei primi cerchi, forse a causa del suo potere economico. Molti hanno gruppi di pietre ravvicinate, simili ai cumuli di terra degli henge, altri sono costruiti con massi non interrati,

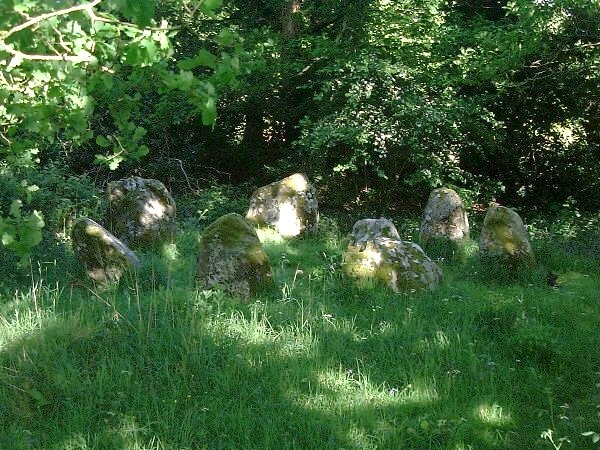
Cerchio di pietre di Lisseyviggeen, Kerry, Irlanda. Conosciuto localmente anche con il nome di Seven Sisters

A partire dal tardo neolitico la costruzione dei cerchi assunse una grande precisione e popolarità. Invece di limitarsi alle aree costiere, iniziarono a spostarsi all'interno, ed i loro costruttori divennero più ambiziosi creando esemplari di oltre 400 metri di diametro, come nel caso del livello esterno del cerchio di Avebury. La maggior parte dei cerchi, però, misura circa 25 metri di diametro. I progetti divennero più complessi portando a doppi o tripli anelli insieme a varianti regionali. Questi monumenti sono spesso chiamati "cerchi di pietre concentrici".
L'ultimo periodo della costruzione dei cerchi di pietre si ebbe alla metà dell'età del bronzo (ca.2200-1500 a.C.) e vide la costruzione di numerosi piccoli cerchi che, è stato ipotizzato, vennero eretti da singoli gruppi familiari.
Molti ottimi esempi possono essere trovati all'interno del parco nazionale di Dartmoor, Devon, dove sono stati rintracciati 18 cerchi di pietre (e 75 file di pietre) databili principalmente dal tardo neolitico alla medi età del bronzo. Grey Wethers, un doppio cerchio situato su un altopiano isolato, è tra i più significativi.
A partire dal 1500 a.C. la costruzione dei cerchi cessò. Si pensa che i cambiamenti climatici spinsero le popolazioni a spostarsi, e che nuove credenze religiose abbiano condotto a segnare in modo differente la vita e la morte. I cerchi di pietre sono stati associati ai druidi, ma vennero in realtà abbandonati molto prima che il druidismo arrivasse in Gran Bretagna, e non esistono prove del fatto che vennero usati dai druidi.